# Roxor Games
Roxor Games est une société américaine éditrice de jeux vidéo. Leurs produits sont Tux 2, adapté de Tux Racer et Road Rebel. La société est également très réputé pour avoir développé et publié la série de jeu de danse In the Groove, depuis cédé à Konami à la suite d'un procès.